# 681 – Величието на хана
„681 – Величието на хана“ е български игрален филм (исторически, екшън, военен, драма, приключенски) от 1983 г. на режисьора Людмил Стайков, по сценарий на Вера Мутафчиева. Оператор е Борис Янакиев. Музиката във филма е композирана от Симеон Пеев. Съкратена версия на трилогията „Хан Аспарух“ (1981) за разпространение в чужбина, направена от фирмата „Warner Brothers“

## Актьорски състав
- Стойко Пеев – Хан Аспарух
- Антоний Генов – Велизарий
- Ваня Цветкова – Пагане
- Васил Михайлов – Хан Кубрат
- Георги Черкелов – Василий, баща на Велизарий
- Стефан Гецов
- Аня Пенчева – Ернике
- Джоко Росич
- Петър Слабаков
- Йосиф Сърчаджиев – Император Константин ІV Погонат
- Мари Сюр
- Лора Кремен
- Велко Кънев
- Богомил Симеонов
- Стойчо Мазгалов
- Минка Сюлеймезова
- Тодор Пройков
- Иван Янчев
- Анастас Михайлов
- Цанко Петров
- Георги Стоянов
- Димитър Кехайов
- Пламен Дончев
- Николай Джикелов
- Кольо Дончев
- Тодор Тодоров
- Петър Ралев
- Христо Дерменджиев
- Антон Горчев
- Иван Чавдаров
- Никола Маринов
- Иван Запрянов
- Христо Вълчанов
- Пламен Петков
- Александър Александров
- Юрий Яковлев
- Георги Тодоров
- Любен Мирчев
- Иван Йорданов – Боян
- Недялко Караниколов
- Огнян Купенов
- Иван Самоковлиев
- Гаврил Паламудов
- Александър Далов